# Герб Старобешівського району
Герб Старобешівського райо́ну — офіційний символ Старобешівського району Донецької області, затверджений 20 вересня 2000 року рішенням  № IV/7-126 сесії Старобешівської районної ради.

## Опис
Щит перетятий лазуровим та пурпуровим. На перетині вузький лазуровий пояс, облямований золотим грецьким орнаментом — меандром. На горішній частині золотий трактор, на нижній срібний ромб, супроводжуваний по сторонам двома золотими блискавками, нижні кінці яких з'єднуються в нижній частині щита, а верхні направлені до середини бічних сторін щита. Щит обрамований двома золотими колосками, оповитими лазуровою стрічкою з написом «Старобешевський район».
Автори — О. Киричок, Є. Малаха. Комп'ютерна графіка — В. М. Напиткін.